# Вишнёвка (Кемеровская область)
Вишнёвка — село в Беловском районе Кемеровской области. Входит в состав Евтинского сельского поселения. С 27 марта 2013 года административный центр Беловского района.

## География
Центральная часть населённого пункта расположена на высоте 221 метра над уровнем моря.

## Население
| 2010 |
| ---- |
| 737  |

По данным Всероссийской переписи населения 2010 года, в селе Вишнёвка проживает 737 человек (343 мужчины, 394 женщины).

## Экономика
- Колхоз «Вишнёвский»

## Транспорт
Село Вишнёвка является одним из сел Беловского района, которое имеет автобусное сообщение с большинством сельских населенных пунктов.